# Хаттский язык
Ха́ттский язы́к — язык древнейшего (III — начало II тысячелетия до н. э.) населения северо-восточной части Малой Азии внутри излучины реки Галис (совр. Кызылырмак) — хаттов — дошёл до нас, помимо некоторого количества упоминаемых в иноязычных текстах топонимов, личных имен и имен божеств, лишь в сравнительно небольшом количестве культовых текстов из царского архива столицы Хеттского царства — Хаттусы (совр. Богазкёй). В том числе имеется около полудесятка хаттско-хеттских (неситских) билингв и несколько десятков одноязычных текстов, по большей части коротких и сильно фрагментированных.
Тексты написаны слоговой клинописью почти без идеограмм, что очень затрудняет понимание; к тому же есть основания думать, что они были записаны хеттскими писцами по памяти без четкого понимания их значения, иногда даже с ошибками в словоделении. С фонетической точки зрения клинописные записи хаттского языка в высшей степени неточны, так как хеттский вариант аккадской клинописи, которым записаны тексты, позволяет различать всего 12 согласных, а хаттская фонологическая система, по крайней мере, исторически, была значительно богаче.
Хаттский язык не следует путать с хеттским — языком более позднего населения тех же территорий. Хотя хетты унаследовали от хаттов наименование страны, заимствовали некоторые слова и использовали хаттский язык в культе некоторых богов, однако хеттский язык — индоевропейский по происхождению.

## Генетические связи
В 1920-х годах швейцарский востоковед Эмиль Форрер впервые высказал гипотезу, что хаттский язык состоит в родстве с западнокавказскими языками, а именно абхазским, адыгским и убыхским языками.
Вяч. Вс. Иванов высказывал предположения о гипотетическом родстве хаттского с абхазо-адыгскими языками. Имеются некоторые указания на структурное сходство и близость формантов, насколько можно судить о действительном звучании фонем, скрытых за клинописной графикой.
Степень структурной близости между хаттским и картвельскими языками представляется меньшей, чем между хаттским и абхазо-адыгскими. Хотя и картвельские языки в области глагола имеют сложную систему префиксации и суффиксации, но принципы её несколько иные, чем в хаттском. Для решения вопроса о генетических связях хаттского языка с картвельскими не имеется достаточных данных.
Хаттский язык, обнаруживая предположительные черты сходства с абхазо-адыгскими и, может быть, с картвельскими языками, не проявляет никаких общих черт с нахско-дагестанскими языками.
Выдвинута также гипотеза, согласно которой хаттский язык входит в гипотетическую сино-кавказскую макросемью, но при этом не образует особой подгруппы с абхазо-адыгскими языками внутри этой семьи. Он представляет собой отдельную ветвь сино-кавказских языков, обнаруживая при этом наибольшую близость с северокавказской и енисейской ветвями. В частности, А. Касьян приводит следующие лексические соответствия из 100-словного списка Сводеша: хатт. we «ты» — сев.-кавк. *uō «ты» — енис. *ʔaw (/*ʔu) «ты» — бурушаски *u-n «ты»; хатт. ziš «гора» — енис. *čɨʔs «камень» — бурушаски *ćhiṣ «гора»; хатт. kap «луна» — енис. *q[e]p (/*χ[e]p) «луна», хат. alef «язык (орган)» — енис. *ʔalVp «язык (орган)». Гипотеза о родстве хаттского языка с картвельскими языками, по мнению Касьяна, не выдерживает критики.
П. Схрейвер отмечает сходство хаттской глагольной системы с шумерской, что может свидетельствовать о генетическом родстве этих языков. В пользу этого могут говорить также две другие общие синтаксические особенности: предикативное выражение принадлежности и использование притяжательного местоимения в качестве координирующего соединителя 'и'. Хаттскую именную приставку ha- с выпадением гласного в следующем слоге (ha=praššu=n «леопардовый», ha=nwaaš=uit «трон») он сравнивает с приставкой *a- в доиндоевропейской субстратной лексике европейских языков.

## Связи с другими языками
Возможно, имеет хаттское происхождение часть слов хеттского языка, которые невозможно объяснить из индоевропейских корней — тем более, что во времена Хеттского царства хаттский язык продолжал использоваться в культе некоторых богов.
В рамках гипотезы о малоазийском происхождении этрусков, А. И. Немировский предположил сопоставить этрусское слово tupi («кара, му́ка») с хаттским tuppi (идентичное значение). Более обширное сопоставление лексики невозможно в связи с крайне скудным количеством хаттских памятников. Морфология этрусского языка в целом не похожа на хаттскую (словообразование и словоизменение в этрусском — исключительно суффиксальное, в хаттском — префиксально-суффиксальное), хотя можно сопоставить отдельные форманты (суффикс принадлежности -el, -il, в этрусском -l, указательное местоимение ana, то же в этрусском, показатели глагольных времён -a, -e).